# Il Garage Ermetico
Il Garage Ermetico (Le Garage Hermétique) è una storia a fumetti di fantascienza di Moebius. Fu pubblicato in Francia in episodi da due-quattro pagine sulla rivista Métal hurlant tra il 1976 e il 1980. L'opera è composta da due parti: Major Fatal e Il Garage Ermetico di Jerry Cornelius (Le Garage Hermétique de Jerry Cornelius). È uno dei capolavori del fumetto.

## Storia editoriale
Il Garage Ermetico fu pubblicato a puntate di due o quattro tavole sulla rivista Métal Hurlant tra il 1976 e il 1980 ed è in due parti: Major Fatal e Le Garage Hermétique de Jerry Cornelius. L'autore definisce la sua opera così :« […]le prime due pagine non erano che una burla grafica[…]poi continuai ad impormi, quale sfida, di rimandare sistematicamente al mese seguente la risoluzione dei problemi che ogni nuovo capitolo poneva[…]infine, ho riunito tutti i fili nelle ultime quindici pagine[…]. »; l'opera, inizialmente pubblicata a due tavole alla volta fu completata nel 1979 priva di una vera e propria sceneggiatura. Il personaggio di Jerry Cornelius era stato creato dallo scrittore di fantascienza Michael Moorcock che diede a chiunque il permesso di usarlo liberamente ma, in seguito a una disputa, il diritto d'uso fu revocato; negli Stati Uniti, tuttavia, la Marvel Comics ristampò la serie cambiandone il nome in Lewis Carnelian.

## Trama
Il garage è un asteroide nella costellazione del Leone, al cui interno il maggiore Grubert ha creato un mondo diviso in livelli e lo sorveglia orbitandogli attorno con l'astronave Ciguri. Jerry Cornelius tenta di impossessarsi del garage, ma si scontra col maggiore. L'asteroide rischia di essere distrutto dal malvagio Bakalite, ma Jerry Cornelius e il maggiore Grubert si uniscono e riescono a salvarlo, cadendo però nelle grinfie di Bakalite. Se la cavano solo grazie all'intervento di Sper Gossi, un ex sottoposto di Jerry Cornelius, che vuole a sua volta ucciderli. Alla fine il maggiore Grubert la scampa grazie al sacrificio di Jerry Cornelius.